# Bagé
Bagé (pronunciado /baˈʒɛ/) es un municipio brasileño en el estado de Río Grande del Sur. Pertenece a la mesorregión del Sudoeste Rio-Grandense y a la microrregión de Campanha Meridional y está cerca del río Camacuã. La altitud media de la ciudad es de 212 m sobre el nivel del mar.
El clima de esta zona es transicional entre el subtropical y el templado, con un promedio de precipitaciones que ronda los 1000 mm/año; en julio se producen algunas heladas y muy ocasionalmente, en las cuchillas y sierras llegan a ocurrir nevadas.
No se conoce con certeza el origen de su nombre. Se cree que proviene de la palabra charrúa baj (o baag) que significa «cerro» o «colina», dada la orografía del lugar.

## Situación
El municipio se encuentra a orillas del río Camacuá; la ciudad de Bagé se encuentra unos 40 km al norte de la actual frontera uruguayo-brasileña, prácticamente en las nacientes del Río Negro; y a unos pocos kilómetros al sur del Nudo de Santa Tecla; nudo orográfico que comunica a la Sierra de Camacuã con la Cuchilla Grande.

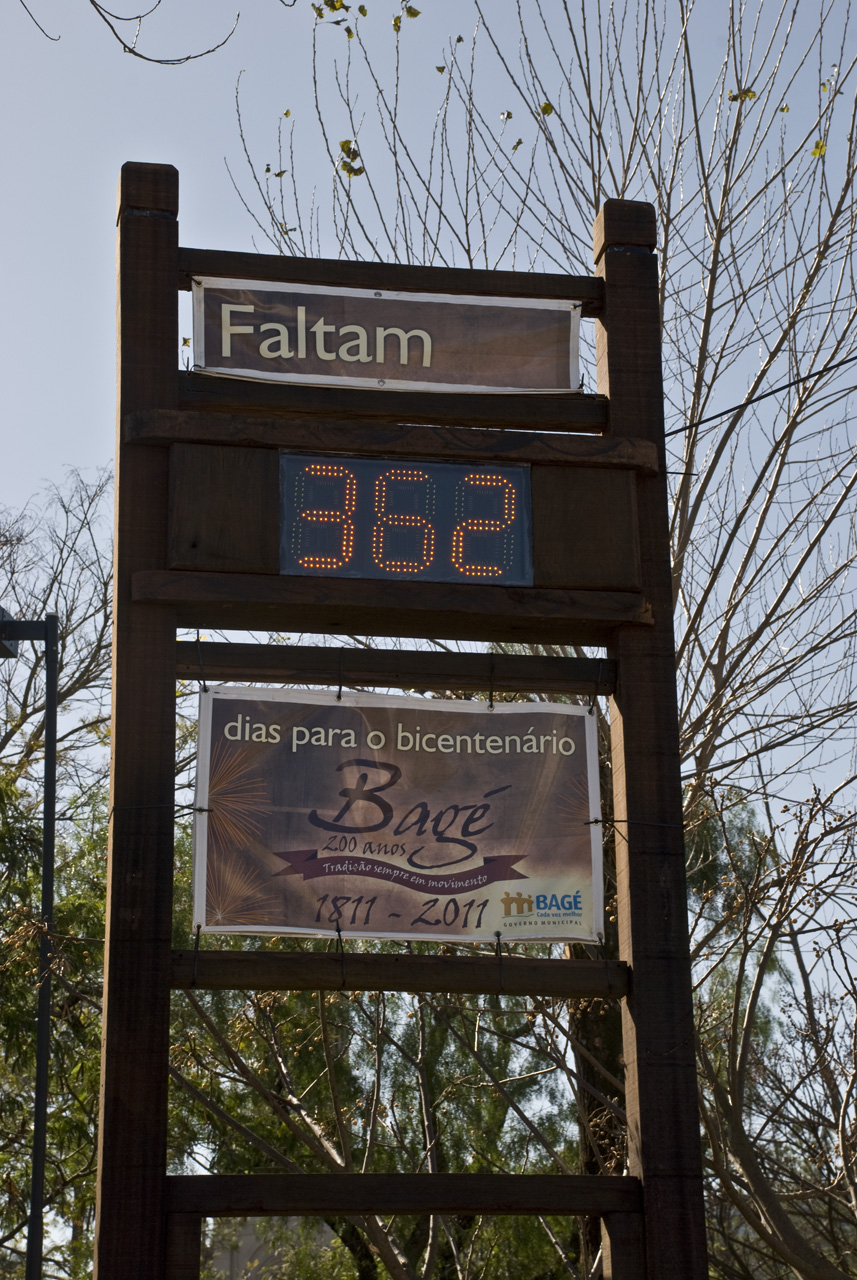
Reloj de la cuenta regresiva para los 200 años de Bagé, en el año 2011.

En la cumbre de tal nudo hacia 1745 se hallaba una ermita en la cual los misioneros veneraban a santa Tecla, luego allí los españoles construyeron el importante fuerte de Santa Tecla (hoy en ruinas).

## Historia
La primera población de origen europeo surgió en 1690 cuando los jesuitas españoles partiendo de San Miguel en las Misiones Orientales fundaron en territorios habitados por trashumantes guenoas-tapés, minuánes y charrúas, la pequeña reducción de San Andrés de los Guenoas la cual fue poco duradera.
En sus cercanías, en las nacientes del río Negro se estableció un oratorio dedicado a santa Tecla en ese lugar, siendo el año 1752 un parlamento de 600 habitantes, entre cuyos delegados estaba José Sepé Tiarayú, de las Misiones Orientales, solicitó a los enviados de España que su territorio no fuera incorporado al Brasil. En 1773 tras el Tratado de San Ildefonso el gobernador de Buenos Aires Juan José de Vértiz y Salcedo al mando de una fuerza de unos mil soldados hizo construir en las nacientes del Río Negro el importante fuerte de Santa Tecla hecho de piedra y mampostería, rodeado por un foso de 9 metros de ancho y 2,5 m de profundidad teniendo una muralla externa de 3 metros de altura y baluartes de 5,5 metros este fuerte español perduró hasta la invasión lusobrasileña de 1801 época en la cual comenzó a ser demolido.
En 1825 la ciudad que estaba en poder de los brasileños fue saqueada por el ejército argentino durante la guerra rioplatense-brasileña.
En el área del actual municipio de Bagé, siendo entonces el 10 de septiembre de 1836 el general riograndense Antonio de Sousa Neto derrotó a las tropas brasileñas y al siguiente día se proclamó en la ciudad la República Riograndense, de este modo y según las vicisitudes de la contienda contra Brasil a fines de los 1840s Bagé fue una de las capitales de la República Riograndense.
En 1893 el «maragato» Gumersindo Saravia (llamado por los brasileños: Gumercindo Saraiva), uno de los líderes de la nueva revolución federalista riograndense ingresó al estado (entonces provincia) de Río Grande del Sur por el río Yaguarón y en el Paso del Salsiño libró el primer combate contra los centralistas brasileños, luego se produjo el Cerco del Río Negro proseguido del sitio de Bagé por parte de los brasileños, en el río Negro trescientos prisioneros gaúchos (riograndenses) fueron degollados sin defensa previa.
La población actual bagense es, como en gran parte de la Campaña del Río Grande descendiente de europeos: españoles (muchos de ellos con orígenes maragatos), portugueses, italianos, alemanes, así como descendientes de sirios y libaneses.

## Topónimo
Se ha supuesto que el topónimo bagé (escrito oficialmente Bagé por los portugueses y brasileños) es al parecer de origen guaraní quizás variante de la palabra mbayá con la cual los guaraníes solían referirse a los aborígenes no guaraníes (en este caso los guenoas), sin embargo actualmente resulta más probable la etimología charrúa derivada de la palabra baag que en el idioma de ese pueblo significa montaña siendo que en efecto la zona presenta las mayores elevaciones de la Cuchilla de Santa Ana. Aunque hasta finalizada la Guerra Argentino-brasileña en 1828, la población (fundada el 17 de julio de 1811) era conocida con el nombre español Valles.

## Economía
Durante la mayor parte del siglo XIX la economía de esta ciudad y su pago se basó en la ganadería vacuna efectuada por los gauchos y en la exportación de charque para los esclavizados en las fazendas del Brasil. Aun en la actualidad la principal actividad económica es la ganadería y la elaboración de productos cárnicos, por esto existe en Bagé una estación de experimentación zootécnica.

## Deportes

### Fútbol Profesional
- G.E. Bagé
- Guarany Futebol Clube

### Rugby
- Rugby Fronteira Sul

### Fútbol sala
- Associação Atlética Celeste

## Personajes más conocidos
- Branco (apodo de Cláudio Ibraim Vaz Leal), futbolista
- Emílio Garrastazu Médici
- Alceu Collares

- Datos: Q119140
- Multimedia: Bagé / Q119140

1. ↑  Worldpostalcodes.org,código postal n.º 96400.